# Pagamea jauaensis
Pagamea jauaensis är en måreväxtart som beskrevs av Julian Alfred Steyermark. Pagamea jauaensis ingår i släktet Pagamea och familjen måreväxter. Inga underarter finns listade i Catalogue of Life.